# Dorfkirche Waltersdorf (Schönefeld)

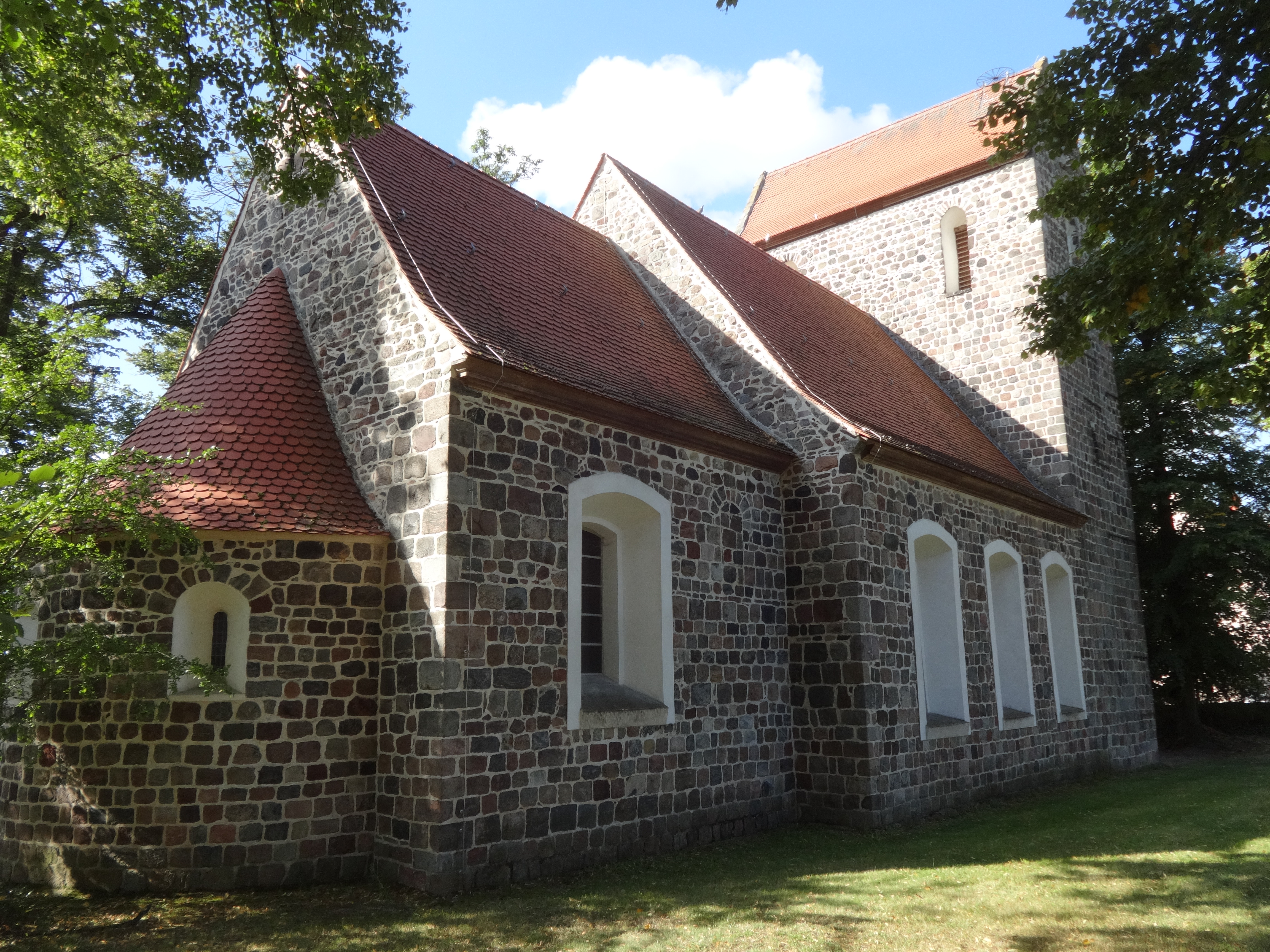
Dorfkirche Waltersdorf (Schönefeld)

Die evangelische Dorfkirche Waltersdorf ist eine spätromanische Saalkirche aus der Mitte des 13. Jahrhunderts in Waltersdorf, einem Ortsteil der Gemeinde Schönefeld im Landkreis Dahme-Spreewald im Land Brandenburg. Die Kirchengemeinde gehört zum Kirchenkreis Neukölln der Evangelischen Kirche Berlin-Brandenburg-schlesische Oberlausitz.

## Lage
Von Norden führt die Berliner Straße in den Ort, die an einer Kreuzung nach Süden hin als Königs Wusterhausener Straße verläuft. Die Diepenseer Straße stößt von Osten auf die Kreuzung. Die Kirche steht nordwestlich dieser Kreuzung auf einem Grundstück, das nicht eingefriedet ist.

## Geschichte
Die Kirche wurde – bis auf das obere Turmgeschoss – vermutlich im ersten Drittel oder in der Mitte des 13. Jahrhunderts aus sorgfältig behauenen und lagig geschichteten Feldsteinen als vollständige Anlage einer romanischen Dorfkirche errichtet. Im Chor waren vermutlich je zwei, im Kirchenschiff drei Fenster pro Seite. Die Apsis dürfte vermutlich mit drei rundbogigen Fenstern versehen worden sein. In der zweiten Hälfte des 13. Jahrhunderts errichteten Handwerker das Turmgeschoss oberhalb der Dachtraufe des Schiffs. Dies ist anhand der dort deutlich kleineren Feldsteine erkennbar. 1711 vergrößerte die Kirchengemeinde die Fenster und überformte die Portale in barocker Form.
In den Jahren 1835 bis 1839 und 1913 restaurierte sie das Bauwerk. Bei den Arbeiten Anfang des 20. Jahrhunderts entfernten sie dabei das Tonnengewölbe in der Turmhalle, zogen ein Gratgewölbe ein und gestalteten den Raum zur Vorhalle. 1913 setzten Arbeiter die Portale an der Nord- und Südseite des Kirchenschiffs zu. In den Jahren 1966 und 1967 entfernten Handwerker den Triumphbogen und zogen eine flache Decke ein.

## Baubeschreibung

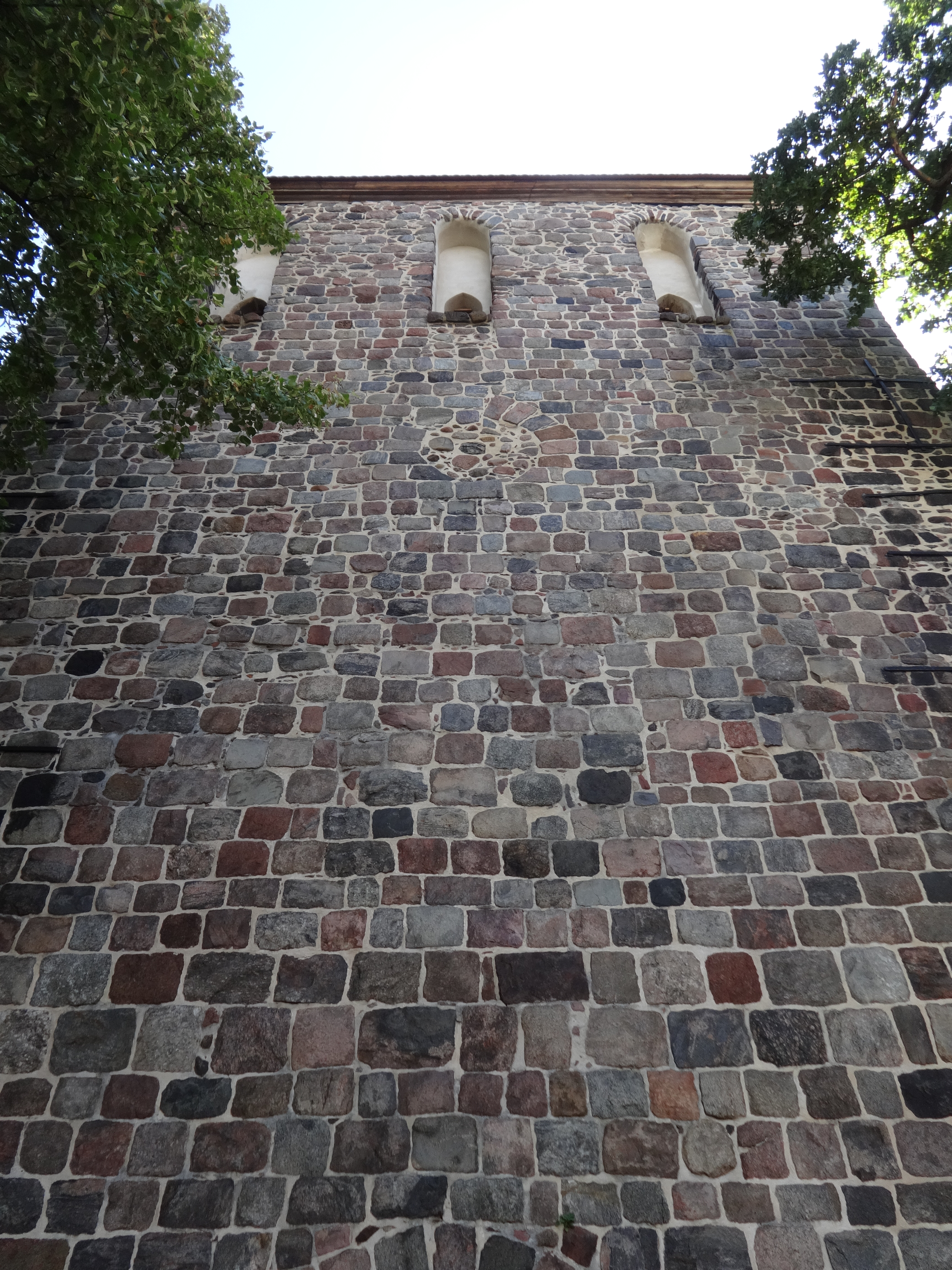
Westturm

Das Bauwerk wurde aus Feldsteinen errichtet, die im unteren Teil lagig geschichtet und sehr sorgfältig behauen wurden. Der Chor mit Apsis ist halbrund und stark eingezogen. Dort befinden sich drei hochgesetzte, schmale und rundbogenförmige Fenster, deren Laibung abgefast und mit einem hellen Putz versehen ist. Sie sind in behauenen Bogensteinen eingefasst. Die östliche Wand des Kirchenschiffs ist ebenfalls aus sorgfältig behauenen Feldsteinen errichtet. Im Giebel hingegen wurden deutlich kleinere Steine verwendet. Sie sind lagig geschichtet, aber nicht behauen. Mittig unterhalb des Dachfirsts ist eine gemauerte, kreuzförmige Öffnung. Am Chor sind an beiden Seiten je ein großes, segmentbogenförmiges Fenster. Deren Faschen werden durch einen hellen Putz betont. An der Nordseite sind die Reste eines zugesetzten, einst rundbogigen Fensters aus der Romanik erkennbar; an der Südseite eine zugesetzte Priesterpforte. Das kegelförmige Dach der Apsis ist mit Biberschwanz gedeckt.
Die Form der Chorfenster wird auch im Kirchenschiff aufgenommen. Dort sind an der Nord- und Südseite je drei gleichartige, wenn auch größere Fenster. Am jeweils westlich gelegenen Fenster sind die Bogensteine erkennbar, die vermutlich von einer ursprünglich romanischen, also rundbogenförmigen Öffnung stammen. Das Schiff trägt ein Satteldach.
Der Westturm ist querrechteckig und nimmt die volle Breite des Kirchenschiffs auf. Er kann von Westen her durch ein segmentbogenförmiges Portal mit einem einfach getreppten Gewände betreten werden. Als Besonderheit findet sich an der Südwand eine weitere, deutlich kleinere Pforte. An der Nord- und Südseite ist in Höhe des Dachs des Kirchenschiffs ein kleines und schmales Fenster; an der Westseite ein zugesetztes Rundfenster. Im Glockengeschoss sind an der Westseite drei, an der Ostseite zwei und an der Nord- und Südseite je eine gedrückt-spitzbogige Öffnung. An der Ostseite ist sie unmittelbar als Klangarkade ausgeführt. An den übrigen Seiten ist die Schallöffnung in eine vertiefte, ebenfalls verputzte Blende eingelassen. In diesem Bereich, der sich bis in die Giebel hineinzieht, sind die Steine ungleichmäßig geschichtet und nicht behauen. Der Turm trägt ein quer gestelltes Satteldach. Engeser und Stehr geben bei ihren Untersuchungen eine Länge des Schiffs mit Westturm von 17,95 Metern und eine Breite von 11,36 Metern an. Der Chor hat demnach die Außenmaße 7,57 m × 8,48 m bei einer Auswölbung der Apsis von rund 3,05 m. Die Abweichung von der Ostung beträgt etwa 6 bis 8 Grad nach Nordosten.

## Ausstattung
Das Altarretabel besteht aus einem Mittelschrein eines geschnitzten Altars, der um 1620 entstand. Es zeigt im Altarblatt die Dreifaltigkeit und wird von zwei Flügeln ergänzt, die um 1640 entstanden. Auf dem linken Flügel sind Simon Petrus, Paulus von Tarsus sowie Jakobus der Ältere dargestellt, rechts Barbara von Nikomedien, Apollonia von Alexandria und Katharina von Alexandrien. Das Werk wurde 1937 von P. Thol neu gesetzt. Die Fünte mit einer wappenbesetzten Kuppa stammt aus dem Ende des 16. Jahrhunderts. Ihr Schaft wurde 1894 ergänzt. Die schlichte Kanzel ist neuzeitlich. An der südlichen Chorwand sind Reste einer spätgotischen Wandmalerei erkennbar.
Auf der Hufeisenempore befindet sich eine neuzeitliche Orgel aus den 1960er Jahren.
In der Turmvorhalle stehen drei Epitaphe derer von Thümen: Sie erinnern an die 1596 gestorbene Melosyna sowie an den 1604 verstorbenen Otto. Sie sind als Relieffigur mit einem Spruchband dargestellt. Die dritte Grabplatte ist für ihren als Kind 1592 verstorbenen Sohn Otto Friedrich.